# Geza Šabić
Geza Šabić (1912.) je kazališni glumac iz u autonomne pokrajine Vojvodine u Republici Srbiji, danas u mirovini. Podrijetlom je bački Hrvat.
Bio je član subotičkog Hrvatskog narodnog kazališta. Zatim je bio članom kazališta u Kotoru gdje je glumio u prvoj predstavi tamošnjeg kazališta 1. siječnja 1950.  Poslije je bio glumcem Dječjeg kazališta u Subotici.

## Vanjske poveznice
- (mađarski) SZTE Klebelsberg Könyvtár  Arhivirana inačica izvorne stranice od 5. studenoga 2016. (Wayback Machine) Tibor Pekár: Mikor volt Szabadkán opera?, Zetna, 1999. 9-12.